# Milán-San Remo 1990
La Milán-Sanremo 1990 fue la 81.ª edición de la Milán-Sanremo. La cursa se disputó el 17 de marzo de 1990 y fue ganada por el italiano Gianni Bugno, que se impuso en solitario a la meta de Sanremo.

## Clasificación final
| Pos. | Ciclista            | Equipo                | Tiempo     |
| ---- | ------------------- | --------------------- | ---------- |
| 1    | Gianni Bugno        | Chateau d'Ax          | 6h 25' 06" |
| 2    | Rolf Gölz           | Buckler               | + 4"       |
| 3    | Gilles Delion       | Helvetia-La Suisse    | + 23"      |
| 4    | Moreno Argentin     | Ceràmica Ariostea     | + 31"      |
| 5    | Maurizio Fondriest  | Del Tongo-Rex         | m. t.      |
| 6    | Jean-Claude Colotti | R.M.O.                | m. t.      |
| 7    | Jesper Skibby       | TVM-Yoko              | m. t.      |
| 8    | Adriano Baffi       | Ceràmica Ariostea     | + 1' 02"   |
| 9    | Johan Museeuw       | Lotto-Super Club      | m. t.      |
| 10   | William Dazzani     | Italbonifica-Navigare | m. t.      |